# Er du dus med himlens fugle
"Er du dus med himlens fugle" er en dansk sang fra spillefilmen Vagabonderne på Bakkegården fra 1958. Sangen har tekst af Finn Martin (pseudonym for Erik Leth) og musik af Sven Gyldmark og blev i filmen sunget af Poul Reichhardt.
"Er du dus med himlens fugle" er en af de 12 evergreens, der kom med i kulturkanonen.
Sangen kom ikke med blandt de nominerede i Berlingske Tidendes afstemning om "århundredets danske sang",
men blev nævnt som en af de savnede på listen.

## Sangteksten
I filmen spiller Poul Reichhardt vagabonden Martin, der på sin færd rundt i landet er nået til sin hjemegn. En hund snupper hans hat, og i jagten på den kommer han tilfældigt ind på en gårdsplads og møder to tjenestepiger, som han får en hyggelig snak med. Han forlader dem  med sin genvundne hat, mens han begynder på at synge "Er du dus med himlens fugle", og han fortsætter ud ad landevejen, mens han synger sangen færdig. Sangen høres ganske tidligt i filmen.
Sangen har to vers, der hver består af tre dele à fire linjer. Første dels linjer er ganske korte (9-9-7-5 stavelser), mens de to øvrige dele har længere linjer (henholdsvis 14-13-14-13 og 12-12-14-16 stavelser). Sangens omkvæd begyndende med "Er du dus med himlens fugle" ligger i 5. og sjette linje og gentages med en lille variation i de to sidste linjer i hvert vers.
Igennem sangen opremses flere dyr og planter: kronhjort, stær, rødkælk, guldsmed, forglemmigej, grantræ og vipstjert.
Indholdsmæssigt er sangen en hyldest til vagabondens frie tilværelse og ikke mindst hans glæde ved at være tæt på naturen.

## Melodi
Sven Gyldmarks melodi er holdt i en lys, dur-baseret tone, der understreger teksten, baseret på en firdelt taktart, der passer til den vandring, som sangeren tager, mens han synger sangen. I de første linjer bruger han flere halvnoder for at strække tiden lidt, mens han senere har indlagt trioler, der kan minde om fuglenes fløjten – igen en henvisning til filmscene og teksten. Mod slutningen af hvert vers er der indlagt en fermat til at give lytteren tid til at fordøje budskabet.

## Andre versioner
"Er du dus med himlens fugle" er fortolket i flere senere udgaver. De Nattergale har fx lavet en jysksproget parodi på den til albummet Nu ka' det vist ik' bli' meget bedre, mens Birthe Kjær, Kim Sjøgren og Lars Hannibal på Dansk filmmusik på vores måde (1997) og Dario Campeotto på En aften med Dario Campeotto (2011) har lavet versioner, der er langt mere loyale mod den originale version.